# Шильтах (река)
Шильтах (нем. Schiltach) — река в Германии, протекает по земле Баден-Вюртемберг. Левый приток Кинцига. Речной индекс 2342. Длина реки — 28 км.
Шильтах берёт начало в районе города Шрамберг. Течёт на север через леса и впадает в Кинциг в городе Шильтах. Общая длина реки составляет 29,5 км, площадь водосборного бассейна — 115,8 км².
Высота истока составляет 895 м, высота устья — 323 м.
Система водного объекта: Кинцига → Рейн → Северное море.